# Bandfältblomfluga
Bandfältblomfluga (Eupeodes nitens) är en tvåvingeart som först beskrevs av Zetterstedt 1843.  Bandfältblomfluga ingår i släktet fältblomflugor, och familjen blomflugor.
Artens utbredningsområde är Sverige. Arten är reproducerande i Sverige. Inga underarter finns listade i Catalogue of Life.